# Памятник С. П. Боткину
Памятник С. П. Боткину — скульптурный памятник русскому врачу, терапевту, общественному деятелю С. П. Боткину, расположенный в Санкт-Петербурге, в Боткинском сквере перед клиникой на углу Боткинской улицы и Большого Сампсониевского проспекта на площади Военных Медиков. Изготовлен в 1908 году по модели скульптора В. А. Беклемишева. Памятник является объектом культурного наследия федерального значения.

## История
Вскоре после смерти врача С. П. Боткина было принято решение об установке ему памятника. Было решено установить монумент напротив здания клиники Военно-медицинской академии, в которой преподавал С. П. Боткин. Модель памятника безвозмездно изготовил скульптор В. А. Беклемишев. Отливка скульптуры на бронзолитейном заводе А. Морана и установка памятника обошлись в 7,5 тысяч рублей, собранных среди учеников и почитателей Боткина. 25 мая 1908 года состоялось торжественное открытие памятника.

## Описание
На невысоком гранитном пьедестале лицом к зданию клиники Военно-медицинской академии стоит бронзовый С. П. Боткин. На нём сюртук, голова немного склонена. Руки врача заложены за спину, в одной из них стетоскоп. Боткин словно только что послушал больного и задумался над диагнозом.

## Городские легенды
Памятник Боткину стоит спиной к городу и лицом к зданию клиники. Это необычное положение объясняет городская легенда. Власти якобы долго не могли определиться с местом установки памятника Боткину, и поэтому решили спросить у его вдовы Е. А. Оболенской: «Где, по вашему мнению, следует установить памятник Сергею Петровичу? Где достойное для него место?», на что она ответила, — «На Исаакиевской площади!» — «Но позвольте, это место уже занято» — «Тогда у Академии, но спиной к городу!».
Среди студентов и курсантов Военно-медицинской академии существует традиция тереть на удачу стетоскоп, пуговицы и носки сапог скульптуры. Эта традиция наносит вред скульптуре, так как металл лишается защитного слоя патины.